# Bresles
Bresles település Franciaországban, Oise megyében. Lakosainak száma 4032 fő (2022. január 1.). Bresles Bailleul-sur-Thérain, Le Fay-Saint-Quentin, Hermes, Laversines, La Neuville-en-Hez, Rémérangles, Rochy-Condé és La Rue-Saint-Pierre községekkel határos.

## Népesség
A település népességének változása:
| Lakosok száma | 4260 | 4164 | 4189 | 4147 | 4051 | 4022 | 3993 | 3993 | 4032 |
|               | 2013 | 2015 | 2016 | 2017 | 2018 | 2019 | 2020 | 2021 | 2022 |